# Renno
Renno (in corso Rennu) è un comune francese di 82 abitanti situato nel dipartimento della Corsica del Sud nella regione della Corsica.

## Società

### Evoluzione demografica
Abitanti censiti